# Rode lijst bouwmaterialen
Bouwmaterialen op de rode lijst bevatten chemicaliën die zijn aangewezen als schadelijk voor levende wezens, inclusief de mens of het milieu. Er zijn veel rode lijsten die speciaal zijn ontwikkeld voor bouwmaterialen. Deze lijsten zijn voornamelijk ontwikkeld door ontwikkelaars van beoordelingssystemen voor groene gebouwen en architectenbureaus . Ze zijn doorgaans ontwikkeld op basis van chemische gevarenlijsten die zijn gepubliceerd door overheidsinstanties, zoals de Amerikaanse Environmental Protection Agency (US EPA),  European Union Commission on Environment (European Commissioner for the Environment), en het California Department of Controle op giftige stoffen.

## Living Building Challenge Red List
Het International Living Future Institute (ILFI) heeft de volgende Red List opgesteld van chemicaliën die niet toegepast mogen worden in materialen die in de bouw worden gebruikt en die voldoen aan de criteria van de Living Building Challenge (LBC). Volgens ILFI is de lijst samengesteld uit materialen die om gezondheidsredenen uit de productie moeten worden genomen. De lijst wordt bijgewerkt als er nieuwe wetenschap opduikt. De meest recente update kwam in mei 2014.
De rode lijst van LBC wordt direct hieronder weergegeven. Deze lijst bevat zowel chemicaliën als chemische groepen. In 2014 publiceerde ILFI een spreadsheet met de volledige lijst van chemicaliën, aangezien deze spreadsheet deze chemische groepen uitbreidt tot de individuele chemicaliën waaruit ze zijn samengesteld. Vanaf mei 2014 bevatte deze spreadsheet 815 afzonderlijke chemicaliën.
- Asbest
- Bisfenol A
- Cadmium
- Gechloreerd polyethyleen en chloorsulfoneerd polyetheen (CSPE); HDPE en LDPE zijn uitgesloten van de rode lijst.
- Chloorfluorkoolwaterstoffen (CFK's)
- Chloorbenzenen
- Chloropreen (neopreen)
- Chroom VI
- Gechloreerd polyvinylchloride
- Formaldehyde (toegevoegd)
- Gehalogeneerde vlamvertragers (HFR's)
- Hydrochloorfluorkoolwaterstoffen (HCFK's)
- Lood (toegevoegd)
- Kwik
- Polychloorbifenylen
- Geperfluoreerde verbinding
- Ftalaten
- Polyvinylchloride
- Polyvinylideen chloride
- Gechloreerde paraffines met een korte keten
- Houtbehandelingen met creosoot, arseen of pentachloorfenol
- Vluchtige organische stoffen (VOS) in nat aangebrachte producten

Naast deze rode lijst, schrijven LBC-criteria voor dat petrochemische meststoffen en pesticiden niet mogen worden gebruikt tijdens de certificeringsperiode of gebruikt mogen worden bij operaties en onderhoud.
The Red List and the Living Building Challenge
De Living Building Challenge bevat zeven prestatiecategorieën, getiteld als bloemblaadjes. De rode lijst valt onder het materialenblad. Een bouwproject mag geen chemicaliën of chemische groepen van de rode lijst bevatten. Er is een uitzondering voor kleine componenten in complexe producten. Elk van deze uitzonderingen moet een schriftelijke uitleg bevatten. Deze uitzonderingen worden alleen goedgekeurd met een kopie van de brief die naar de fabrikant is gestuurd en waarin staat dat de aankoop van het product geen goedkeuring garandeert. Bovendien moet de definitieve documentatie een verklaring bevatten waarin de fabrikant wordt gevraagd te stoppen met het gebruik van het rode lijstmateriaal of de chemische stof. Er zijn ook tijdelijke uitzonderingen op de rode lijst voor tal van items op de rode lijst waarvoor levensvatbare alternatieven nog niet commercieel beschikbaar zijn.
Declare Product Label
Declare is een classificatiesysteem dat steunt op de rode lijst van LBC als primaire basis voor materiaalevaluatie.  Bij het maken van een Declare-label voor een product moet een fabrikant alle opzettelijk toegevoegde samenstellende chemicaliën van dat product bekendmaken tot de aangegeven rapportagedrempel van 100 delen per miljoen (ppm). Bovendien moet de fabrikant rapporteren in hoeverre dat product voldoet aan de rode lijst. De drie nalevingsniveaus zijn: (1) LBC rode lijst gratis, wat betekent dat het product vrij is van alle ingrediënten van de rode lijst; (2) LBC-compatibel, wat betekent dat het product enkele chemicaliën bevat die ILFI heeft aangewezen als tijdelijke uitzonderingen op de rode lijst; of (3) verklaard, wat betekent dat het product niet voldoet aan de rode lijst of de tijdelijke uitzonderingen.
Producten met Declare-labels zijn opgenomen in de ILFI's Declare Product Database.
Een project dat voldoet aan de Living Building Challenge moet ten minste één Declare-product bevatten voor elke 500 m² (5382 ft²) bruto bouwoppervlak en moet Declare-programma-informatie sturen naar ten minste tien fabrikanten die Declare nog niet gebruiken.

## Andere rode lijst met betrekking tot bouwen
Verschillende andere entiteiten in de bouw hebben chemische rode lijsten ontwikkeld die op dezelfde manier werken als de rode lijst van LBC. Drie daarvan worden hieronder beschreven.

### Cradle to Cradle Banned Chemicals List
Het Cradle to Cradle Products Innovation Institute (C2CPII) is een non-profitgroep die de Cradle-to-Cradle Certified Product Standard ontwikkelt en beheert. Deze standaard met meerdere kenmerken evalueert de prestaties van een product in vijf impactcategorieën: materiaalgezondheid, hergebruik van materialen, beheer van hernieuwbare energie en koolstof, waterbeheer en sociale rechtvaardigheid. In deze productnorm omvatten de criteria voor materiaalgezondheidsevaluatie de naleving van een verboden chemische lijst voor bronsniveaucertificering. Gecertificeerde producten bevatten mogelijk geen vermelde chemicaliën als opzettelijk toegevoegde ingrediënten boven 1000 ppm. Volgens C2CPII worden chemicaliën geselecteerd voor opname op de lijst vanwege hun neiging om zich op te hopen in de biosfeer en te leiden tot onomkeerbare negatieve effecten op de menselijke gezondheid. Bovendien werden verschillende stoffen geselecteerd vanwege de gevaren die samenhangen met de productie, het gebruik en de verwijdering ervan.

### Perkins and Will Transparency List
De Perkins and Will Transparantielijst bevat stoffen die veel voorkomen in de bouwomgeving en die door regelgevende instanties zijn geclassificeerd als schadelijk voor de gezondheid van mens en / of milieu. Omdat deze wettelijke aanduidingen voortdurend in ontwikkeling zijn, wordt de lijst bijgewerkt wanneer er nieuwe informatie wordt gepubliceerd. De tool is fundamenteel gebaseerd op het concept van het voorzorgsprincipe.

### LEED Pilot Credit 11: Chemische vermijding in bouwmaterialen
In 2011 testte de US Green Building Council (USGBC) een krediet voor zijn Leadership in Energy and Environmental Design (LEED) classificatiesysteem dat bedoeld was om de hoeveelheid verontreinigende stoffen binnenshuis te verminderen die schadelijk zijn voor het comfort en welzijn van installateurs en inzittenden. Dit proefkrediet, dat niet was opgenomen in LEED-versie 4, vereiste dat specifieke bouwmaterialen en producten voor het interieur geen vermelde chemicaliën bevatten voor alle toepasselijke materialen. De lijst bevat gehalogeneerde vlamvertragers en ftalaten.